# Ulfborg Kirke
Ulfborg Kirke ligger i Ulfborg Kirkeby i Ulfborg Sogn, Holstebro Kommune (Ribe Stift), nord for byen Ulfborg.

## Bygning og inventar
Skibet og koret er opført i kvadre i romansk stil. En række tilbygninger er af kvadre i bunden og munkesten ovenover, hvor stenene nu er hvidkalkede. Taget er af bly. Der er enkelte figurer på kirkens ydervæg. Dels en mands hoved på koret nær det nordøstlige hjørne, dels den såkaldte "ulv" i soklen på vestportalen.
Inde i kirken finder man blandt andet døbefonten, der er samtidig med kirkens ældste dele og er udhugget i granit med firkantet fod. Over den findes en himmel fra 1599 med en blåmalet baldakin. Alteret er ligeledes i granit og ganske enkelt. Altertavlen er trefløjet, og motivet i det centrale felt viser Jesus på korset med Jerusalem i baggrunden. Både midterfeltet og de to sidefelter er ændret flere gange, og nu fremstår både de centrale sidefelter samt de små felter forneden og foroven med tekster: Fadervor kan læses på de centrale felter, men de små felter blandt andet indeholder navne på nogle af dem, der har sat deres præg på kirken gennem tiderne.
Prædikestolen står i modsætning til mange andre kirker i området ikke i et hjørne af skibet, men som en udbygning af lektoriet over koret og er et fremtrædende element i kirkerummet. Prædikestolen er bemalet i fem felter med centrale scener fra Bibelen. I den modsatte ende af skibet ses orgelpulpituret med tolv felter med Isaks sønner på ydersiden.
Et markant kalkmaleri fra 1400-tallet på nordmuren viser Sankt Jørgen i kamp med dragen. Af andre udsmykninger er to tavler med navnene på kirkens præster siden reformationen samt epitafier på korsarmens østvæg og i gravkapellet. Man finder også tre ligsten og en ligplanke i kirken.

## Historie
Ulfborg Kirke stammer fra slutningen af 1100-tallet og er opført på et bakkeområde, så den oprindeligt – inden der blev plantet større mængder af træer – var let at få øje på på lang afstand.
I middelalderen hørte kirken til Nørre Vosborg, hvis ejere satte deres præg på kirken. Slægten Gyldenstierne har et gravkapel med blandt andet et epitafium for Predbjørn Gyldenstierne, medlem af rigsrådet, og hans to hustruer. Det var Predbjørn Gyldenstierne, der skænkede kirken dens altertavle i 1586. En anden markant ejer af Nørre Vosborg var den svenskfødte officer Herman Frantz von Schwanewede, hvis kårde er ophængt i kapellet. Senere blev Sønder Vosborg protektor for kirken, og et par af kirkeejerne, Ingeborg og Schach Halchuus de Hoffman, finansierede en større restaurering af kirken i 1790'erne.

## Galleri
- Ulfborg Kirke, 1867, tegning af Ferdinand Richardt i Danske Kirker, Slotte, Herregaarde og Mindesmærker
- Dyrefigur, "ulven", i soklen på ydermuren
- Lektoriet med prædikestolen
- Altertavlen
- Kalkmaleri fra 1400-tallet af Sankt Jørgen og dragen
- Epitafium over Predbjørn Gyldenstierne og hans to hustruer